# Cerconychia livida
Cerconychia livida är en bäcksländeart som beskrevs av František Klapálek 1913. Cerconychia livida ingår i släktet Cerconychia och familjen Styloperlidae. Inga underarter finns listade i Catalogue of Life.